# Tarek Jabban
Tarek Jabban (en árabe: طارق جبان‎; Damasco, Siria; 11 de diciembre de 1975) es un exfutbolista de Siria que jugaba en la posición de defensa.

## Carrera

### Club
| Periodo   | Club                     |
| --------- | ------------------------ |
| 1992–1993 | Al-Majd SC               |
| 1994–2010 | Al-Jaish SC              |
| 2003      | → Al Jahra SC (cedido)   |
| 2006      | → Persepolis FC (cedido) |

### Selección nacional
Jugó para Siria en 35 ocasiones de 1995 a 2006 y anotó cinco goles, participó en la Copa Asiática 1996.

## Logros
- Liga Premier de Siria: 5

1997–98, 1998–99, 2000–01, 2001–02, 2009–10
- Copa de Siria: 5

1997, 1998, 2000, 2002, 2004
- Copa AFC: 1

2004
- División Uno de Kuwait: 1

2002-03